# Don't Call It Love
Don't Call It Love è un film muto del 1923 diretto da William C. de Mille. La sceneggiatura di Clara Beranger si basa su Rita Coventry, commedia di Hubert Osborne tratta dal romanzo omonimo di Julian Street che era andata in scena al Bijou Theatre di Broadway il 19 febbraio 1923.

## Trama
Rita Coventry, affascinante femme fatale, seduce il giovane Richard Parrish che, per lei lascia la fidanzata Alice. Ma l'interesse di Rita per Richard viene presto a mancare e lei rivolge le sue attenzioni a Patrick Delaney, pianista di un certo talento. Richard, pentito, cerca di riallacciare il suo rapporto con Alice. Ma, su consiglio di un'amica, lei dapprima lo respinge. Alla fine, la giovane si riconcilierà con il fidanzato, accettando di diventare sua moglie.

## Produzione
Il film fu prodotto dalla Famous Players-Lasky Corporation.

## Distribuzione
Il copyright del film, richiesto dalla Famous Players-Lasky Corp., fu registrato il 5 gennaio 1924 con il numero LP19801.
Distribuito dalla Paramount Pictures e presentato da Adolph Zukor, il film uscì nelle sale cinematografiche statunitensi il 6 gennaio 1924, presentato in prima a New York il 24 dicembre 1923.
Non si conoscono copie ancora esistenti della pellicola che viene considerata presumibilmente perduta.